# Cinadone
Cinadone (in greco antico: Κυνάδων?, Kynádon; Sparta, fine V secolo a.C. – Sparta, dopo il 397 a.C.) è stato un rivoluzionario spartano, promotore di una congiura ordita dai vari gruppi sociali esclusi dalla cittadinanza spartana (Iloti, Perieci, Neodamodi e Inferiori) volta a rivoluzionare l'ordinamento spartano; essa fu però sventata e i suoi membri furono arrestati.

## Congiura di Cinadone

### Preparativi per la rivolta
Un giorno, quando non era ancora passato un anno dall'incoronazione del re Agesilao II, Cinadone chiamò un suo amico nell'agorà di Sparta e, mostrandogli l'agorà gremita di Spartiati e di uno dei due re, suggerì allo stesso amico - di cui Senofonte non riporta il nome - l'idea che i re, gli efori e i geronti presenti nella piazza (una quarantina di persone) fossero loro nemici e che tutti gli altri abitanti di Sparta e delle zone limitrofe esclusi dalla cittadinanza, più di 4000 persone, sarebbero stati al loro fianco nella rivolta.
Tuttavia questo amico, per scrupoli probabilmente religiosi, si rivolse agli Efori, raccontando loro ciò che Cinadone gli aveva confidato.

### Scoperta e punizione dei rivoltosi
Gli Efori, venuti a conoscenza del fatto, finsero di inviare Cinadone a catturare alcuni cittadini di Aulone e alcuni Iloti e di inviarlo anche a catturare una donna bellissima, che portava scompiglio in quelle stesse zone.
Cinadone chiese agli Efori un corpo di guardia ed essi ordinarono agli Ippagreti, coloro che dovevano selezionare i soldati da inviare con lui, di scegliere uomini ben precisi, già preparati dagli Efori all'arresto di Cinadone.
Il gruppo partì, seguito da carri che ufficialmente avevano lo scopo di portare i prigionieri auloniti a Sparta, ma quando giunsero ad Aulone il corpo di guardia svelò la propria identità, arrestò Cinadone e lo condusse a Sparta, dove gli Efori lo interrogarono e lui rivelò i piani della congiura e i nomi degli altri congiurati.
Senofonte riferisce che Cinadone e i suoi complici furono condannati a girare attorno all'agorà in catene, ma non si sa cosa successe di loro dopo questo fatto.

### Interpretazione dell'evento
L'episodio è fondamentale per la conoscenza del funzionamento interno della società spartana: prima di tutto il ruolo dei re di Sparta è assolutamente minoritario rispetto a quello degli Efori, che appaiono i veri capi di Stato a Sparta; dobbiamo inoltre a questo brano la nostra conoscenza di quella che viene chiamata la piccola assemblea, la gerusia; è tra l'altro l'unico brano in cui vengono citati gli Inferiori, cioè la classe sociale formata dagli Spartiati che per motivi economici non possono fornire la quota necessaria per i sissizi e quindi vengono declassati.
Un altro elemento importante è la motivazione della congiura: Cinadone dice di aver cercato di ribellarsi all'ordinamento spartano "per non essere inferiore a nessuno a Sparta" e questo dimostra che tra gli Spartani ognuno voleva essere uguale agli altri, mai superiore. Per questo motivo a Sparta non ci furono per lungo tempo episodi di tirannide.